# Kepler-43
Kepler-43, trước đây được gọi là KOI-135, là một ngôi sao ở phía bắc chòm sao Thiên Nga. Nó nằm ở tọa độ thiên thể: Xích kinh 19h 00m 57,8034s, Xích vĩ +46° 40′ 05,665″. Với độ lớn trực quan biểu kiến là 13,996, ngôi sao này quá mờ để có thể nhìn thấy bằng mắt thường. Kepler-43 có hoạt động vết đen rất mạnh.

## Hệ hành tinh
| Thiên thể đồng hành (thứ tự từ ngôi sao ra) | Khối lượng   | Bán trục lớn (AU) | Chu kỳ quỹ đạo (ngày) | Độ lệch tâm | Độ nghiêng | Bán kính |
| ------------------------------------------- | ------------ | ----------------- | --------------------- | ----------- | ---------- | -------- |
| b                                           | 3.23±0.19 MJ | 0.0449            | 3.0240949± 0.0000006  | —           | —          | —        |